# Katastar (Novi Sad)
Jako tzv. katastar (česky doslova katastr) se označuje budova Republikového zeměměřičského ústavu. Nachází se v srbském městě Novi Sad na rohu ulic Jevrejska a Vase Pelagića. Její adresa je Jevrejska 21.

## Historie
Rohová budova byla vybudována původně jako celní úřad. Nápadná je především díky dekorativní fasádě s řadou ozdob a odlišnému provedení fasády, která je omítnutá v přízemí a s přiznanou cihlou v prvním patře. Nárožní část stavby je zdůrazněna věží a dvěma arkýři. Vznikla v historizujícím stylu a dokončena byla na přelomu 19. a 20. století. 
Během druhé světové války byla stavba vybombardována spojeneckým letectvem.
V roce 2012 byla rekonstruována historická fasáda budovy.